# Nils-Erik Sparf
Nils-Erik Sparf, född Nils Erik Sparf 7 maj 1952 i Boda i Dalarna, är en svensk stråkmusiker (violin och viola). Han är son till spelmannen Anders Sparf. Han är utbildad vid Kungliga Musikhögskolan i Stockholm (1965–71) och vid Musikkonservatoriet i Prag (1972–73).
Sparf är medlem i Drottningholms Barockensemble, Uppsala Kammarsolister och konsertmästare i Uppsala Kammarorkester.

## Priser och utmärkelser
- 1988 – Spelmannen
- 1992 – Ledamot nr 875 av Kungliga Musikaliska Akademien
- 1993 – Jussi Björlingstipendiet
- 1998 – Hugo Alfvénpriset
- 2004 – Litteris et Artibus
- 2013 – Kungliga Musikaliska Akademiens Interpretpris

## Diskografi (urval)
- 1985 – Roman: 3 Violin Concertos – 3 Sinfonias (BIS)
- 1985 – Vivaldi: Works for Lute (med Jakob Lindberg, luta) (BIS)
- 1985 – Vivaldi: The Four Seasons (BIS)
- 1986 – Händel: Dixit Dominus (med Hillevi Martinpelto, sopran och Anne Sofie von Otter, alt) (BIS)
- 1987 – Haydn: Complete Works for Lute and Strings (med Jakob Lindberg, luta) (BIS)
- 1988 – A Swedish Pastorale (BIS)
- 1988 – Brahms: Viola Sonatas (med Elisabeth Westenholz, piano) (BIS)
- 1988 – Brahms: Violin Sonatas (med Elisabeth Westenholz, piano) (BIS)
- 1989 – Britten: Variations on a Theme of Frank Bridge (med Christina Högman, sopran) (BIS)
- 1991 – Kodály: Duos (med Kerstin Åberg, piano) (BIS)
- 1992 – Sibelius: Music for Violin and Piano, Vol. 1 (med Bengt Forsberg, piano) (BIS)
- 1994 – Sibelius: Music for Violin and Piano, Vol. 2 (med Bengt Forsberg, piano) (BIS)
- 1994 – Tubin: Chamber Music (BIS)
- 2005 – Racconti (med David Härenstam, gitarr) (Nosag)
- 2006 – The Musical Treasures of Leufsta Bruk (BIS)
- 2006 – Nukonserter (med Kinga Práda, flöjter) (Nosag)
- 2007 – Spheres (med David Härenstam, gitarr) (Daphne)
- 2010 – Schubert arrangements (Proprius)
- 2011 – The Musical Treasures of Leufsta Bruk II (BIS)
- 2013 – Mozart: The Five Violin Concertos (Swedish Society)